# SpaceIL
SpaceIL é uma organização Israelense, estabelecida em 2011, que estava competindo pelo Google Lunar X Prize (GLXP) para pousar uma nave na Lua.  SpaceIL lançou de forma bem sucedida seu módulo Beresheet no dia 22 de fevereiro de 2019, que deverá pousar na Lua dia 11 de abril de 2019. A missão Beresheet incluia medir o Campo magnético local da Lua, carregava um laser retrorrefletor e uma "cápsula do tempo" digital. Beresheet foi a primeira nave israelense a viajar além da órbita da Terra e era para ser primeiro módulo privado a pousar na Lua. Israel também seria o quarto país, depois da União Soviética, Estados Unidos e China a pousar uma nave na Lua.
Depois da tentativa mal sucedida de pousar na Lua, dia 13 de abril de 2019, Morris Kahn anunciou a missão Beresheet-2 para pousar na Lua.
A equipe SpaceIL foi formada como uma Organização sem fins lucrativos que deseja promover a edução científica e tecnológica em Israel. Seu orçamento total para a missão é estimado ser 95 milhões de dólares, provido pelo bilionário israelense Morris Kahn e outros filantropos, além da Agência Espacial de Israel.

## História

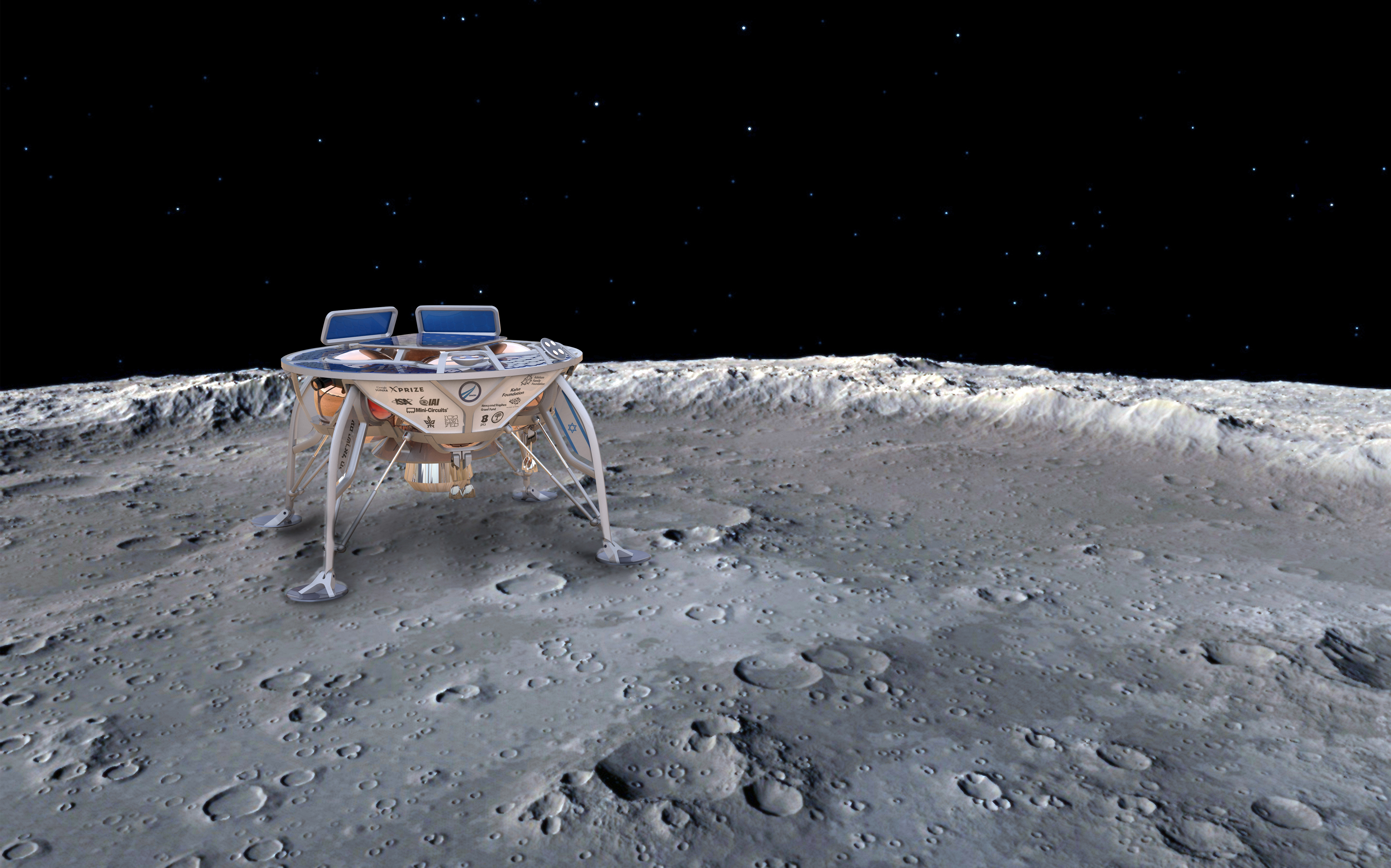
Visão artística do Beresheet na superfície lunar

SpaceIL começou como parte do Google Lunar X Prize, que oferecia US$30m em prêmios para inspirar equipes com o objetivo de desenvolverem métodos de baixo custo para exploração espacial robótica. A entrada da SpaceIL era única entre os competidores do GLXP, onde, em vez de criarem um rover com rodas, SpaceIL planejava atingir o requirimento de viajar 500m na superfície lunar ao fazer o módulo "pular" usando a propulsão do motor de seu ponto de pouso para outro.
Em abril de 2014, o filantropista norte-americano Sheldon Adelson doou US$16.4 milhões para o projeto, em em junho de 2017, a Agência Espacial de Israel (AEI) anunciou uma doação adicional de 7,5 milhões ILS, depois de ter doado 2 milhoes de ILS nos anos anteriores..
Em junho  de 2017 o módulo estava passando por integração e teste, e em agosto de 2017, Google Lunar XPrize anunciou a extensão da competição para 31 de março de 2018, mas a competição acabou sem vencedores, já que nenhuma equipe foi capaz de lançar antes do prazo final. Apesar de tudo, SpaceIL continuou o desenvolvimento e fabricação.
Em novembro de 2017, SpaceIL anunciou que eles precisavam mais de 30 milhões de dólares para acabar o projeto. Morris Kahn renunciou da presidência do conselho e prometeu US$10M se a organização puder conseguir os US$20M adicionais. A quantidade necessária foi conseguida por alguns doadores principais. Em julho de 2018, o projeto tinha o custo aproximado de 95 milhões de dólares.
Em janeiro de 2019, o teste foi completado e a nave foi enviada para Orlando, Flórida em preparação para lançamento A missão foi lançada de forma bem sucedida em 22 de fevereiro de 2019.
O CEO atual é Ido Anteby, e o presidente da SpaceIL continua sendo Morris Kahn.

### Fundadores e apoiadores
Os fundadores da equipe são: Yariv Bash, ex engenheiro de eletrônica e computação no Interdisciplinary Center Herzliya e atualmente CEO do Flytrex; Kfir Damari, um palestrante de Rede de computadores e empreendedor; e Yonatan Winetraub, anteriormente um engenheiro de sistemas de satélite no Israel Aerospace Industries e atualmente candidato de PhD em biofísica em Stanford. Morris Khan era Presidente do conselho e doou US$27 milhões para o projeto.
A equipe tem suporte técnico da Agência Espacial de Israel (AEI), Israel Aerospace Industries, Rafael Systems e Elbit Systems. SpaceIL também é apoiada por instituições educacionais, incluindo o Technion, Universidade de Tel Aviv, Instituto Weizmann de Ciência e a Universidade Ben-Gurion do Neguev. SpaceIL tem mais de 200 membros, onde 95% deles são voluntários. Em 2017, os voluntários da SpaceIL eram mais de 250,000 alunos através de Israel. Os fundadores da equipe declararam que se eles não ganhassem a competição, o dinheiro seria doado para propósitos educacionais.
Depois de construir o módulo Beresheet, seu contratante principal, Israel Aerospace Industries está contemplando as possibilidades comerciais da construção de vários módulos.

## Lançamento
Beresheet é um pequeno módulo lunar feito para levar estudantes israelenses à carreiras de ciência, tecnologia, engenharia e matemática (STEM).
O módulo foi primeiramente chamado de Sparrow e foi oficialmente chamado de Beresheet (em hebraico:  בְּרֵאשִׁית, "Gênesis") em dezembro de 2018. Tem uma massa de 150kg, mas com combustível para lançamento tinha 585kg.
A Sala do Controle da Missão está localizada no Israel Aerospace Industries em Yehud, Israel. Usa sete estações de solo ao redor do mundo para possibilitar a comunicação com a nave.

### Carga
A nave carrega uma "cápsula do tempo" digital contendo mais de 30 milhões de páginas de dados, incluindo uma cópia completa da Wikipédia, a Bíblia, desenhos feitos por crianças, memórias de um sobrevivente do Holocausto, o hino nacional de Israel (Hatikvah), a Bandeira de Israel e uma cópia da Declaração de Independência do Estado de Israel.
Sua carga científica inclui um Magnetómetro do Instituto Weizmann de Ciência para medir o campo magnético local, e um laser retrorrefletor do Centro de Voos Espaciais Goddard para possibilitar uma medição precisa da distância Terra-lua.

### Propulsão
A nave tem um motor reinicializavel de combustível líquido LEROS 2b que usa combustível de Metil-hidrazina (MMH) e oxidante de Óxidos misturados de nitrogênio (MON). O único motor é usado tanto para alcançar a Lua quanto para desaceleração e pouso propulsivo.

### Lançamento
Em outubro de 2015, SpaceIL assinou um contrato para um lançamento a partir de Cabo Canaveral na Flórida num Falcon 9 da SpaceX via Spaceflight Industries. Foi lançada no dia 22 de fevereiro de 2019 as 01:45 UTC (20:45 hora local, 21 de fevereiro). como carga secundária, junto do satélite de telecomunicações Nusantara Satu.
Beresheet estava em órbita da Terra, depois de várias órbitas elípticas a nave lentamente realizou um aumento orbital. O aumento orbital levou 1,5 meses antes de alcançar a área de influência lunar. Lá, a nave vai realizou manobras para ser capturada pela órbita lunar no dia 4 de abril de 2019, onde realizou uma órbita elíptica e depois circular ao redor da Lua. Quando estivesse na órbita correta perto da área de pouso, iria desacelerar até realizar um pouso suave na superfície lunar, que estava planejado para o dia 11 de abril de 2019.

### Área de pouso planejada
A área de pouso planejada era ao norte do Mare Serenitatis, e a zona de pouso é de 15km de diâmetro.
Beresheet iria operar por cerca de 2 dias na superfície lunar, já que não tinha controle térmico e deveria sobreaquecer rapidamente. Seu retrorrefletor não usa eletricidade e deveria operar por várias décadas.

## Falha no pouso
Por volta das 19:00 UTC do dia 11 de abril de 2019, o módulo começou seus procedimentos de saída de órbita e pouso. Em poucos minutos antes do pouso esperado, o controle da missão recebeu uma "selfie" da sonda com a superfície lunar visível ao fundo. Durante os procedimentos de frenagem durante a aproximação da área de pouso, o motor principal da nave parou de funcionar. O motor foi religado após uma reinicilização dos sistemas; entretanto, a nave já tinha perdido muita altitude para diminuir o bastante a sua queda. A nave chegou na superfície lunar, mas numa velocidade e ângulo que não permitiram um pouso suave. Tendo aparentemente colidido, a comunicação com o módulo se encerrou. SpaceIL anunciou a falha por volta as 19:25 UTC. Os valores finais da telemetria mostrados nas telas do controle da missão mostraram uma altitude de 149m e velocidades horizontal e vertical de 136,7 m/s e -134 m/s, respectivamente.

### Segunda missão
No dia 13 de abril, Morris Kahn anunciou a Beresheet-2 como segunda tentativa 

"Boa tarde povo de Israel, tenho uma mensagem para vocês. Depois de todo o imenso apoio que recebi de todo o mundo para esse projeto, decidi liderar um novo - "Beresheet 2"
A missão que começamos ainda espero completar. Este é o meu objetivo.
Como minha mensagem para todos os jovens - se não funcionar de primeira, se levante e complete. Isso é o que estou fazendo e é o que gostaria de falar-lhes esta tarde. Obrigado."

- Este artigo foi inicialmente traduzido, total ou parcialmente, do artigo da Wikipédia em inglês cujo título é «SpaceIL».

## Ligação externa
- Site oficial
- Rastreamento orbital do Beresheet